# Georg Holkenbrink
Georg Holkenbrink (* 1961 in Wittlich) ist ein deutscher römisch-katholischer Priester und seit 2012 Offizial im Bistum Trier. Zuvor war er von 2005 bis 2012 Generalvikar.

## Herkunft und Ausbildung
Holkenbrink wurde in Wittlich als Sohn des Politikers und späteren Ministers Heinrich Holkenbrink (CDU) geboren. Nach dem Abitur am Hindenburg Gymnasiums in Trier begann er 1980 das Studium der Theologie und Philosophie, an der Theologischen Fakultät in Trier. Nach einem Freisemester in Freiburg schloss er sein Studium 1985 ab und 1987 erfolgte seine Priesterweihe durch den Trierer Bischof Hermann Josef Spital.
Für das Weiterstudium des Kanonischen Rechts besuchte er von 1990 bis 1992 die päpstliche Universität Gregoriana in Rom. 1994 erfolgte seine Promotion zum Dr.iur.can.

## Werdegang im Bistum
Nach seiner Priesterweihe trat Holkenbrink seine erste Kaplanstelle (1987–1990) in Bernkastel-Kues St. Michael, Longkamp St. Andreas und Monzelfeld St. Stephanus an. Anschließend begab er sich von 1992 bis 1994 für das Weiterstudium im Kanonischen Recht nach Rom (siehe oben).
Zurückgekehrt aus Rom und frisch promoviert wurde Holkenbrink 1994 Pfarrer in Trier St. Antonius und Trier St. Paulus und blieb dies bis 1999. Neben dieser Tätigkeit war er ab 1995 bis 2004 auch als Diözesanrichter am Bischöflichen Offizialat Trier tätig Zusätzlich wurde er 1997 zum Bischöflichen Beauftragten für die Heilig- und Seligsprechungsverfahren im Bistum Trier ernannt und blieb dies bis 2004. Außerdem war er ab 1999 bis 2004 Lehrbeauftragter im Fach Kirchenrecht am Studienhaus St. Lambert Lantershofen, ab 2000 Studienleiter. Es folgte 1999 eine Stelle als Kooperator in den Pfarreien Konz (Oberemmel) St. Briktius, Konz (Krettnach) St. Ursula und Pellingen St. Antonius Abt, bis zur Ernennung zum Domkapitular an der Hohen Domkirche zu Trier im Jahre 2004, durch Bischof Marx.
Nach der Emeritierung von Weihbischof Gebert, wurde Georg Holkenbrink, 2024 zum Domdechant der Hohen Domkirche zu Trier ernannt.

### Generalvikar (2005–2012)
Es erfolgte 2005 die Ernennung zum Generalvikar des Bistums Trier durch Bischof Reinhard Marx. 2008 in der Vakanzzeit, nach der Berufung Bischof Marx zum Erzbischof von München und Freising, wurde Holkenbrink zum Ständigen Vertreter des Diözesanadministrators Weihbischof Robert Brahm. Holkenbrink wurde 2009 vom neuen Bischof von Trier, Stephan Ackermann, im Amt des Generalvikars belassen.

### Offizial (seit 2012)
2012 wurde der damalige Regens, Georg Bätzing, zum neuen Generalvikar ernannt. Holkenbrink folgte auf die Stelle des Offizials und Gerichtsvikars. Als Gerichtsvikar ist er seit 2012 zuständig für alle kirchenrechtlichen Fragen, insbesondere auch Fragen des Eherechts; als Offizial ist er Leiter des kirchlichen Gerichts im Bistum Trier.